# Harry Grey
Herschel Goldberg, conocido como Harry Grey (2 de noviembre de 1901–1 de octubre de 1980), fue un escritor rusoamericano y exmiembro de la mafia judía. Su primer libro, Los Capotes (1952), fue el modelo para la película Erase una vez en América de Sergio Leone, donde su parte fue protagonizada por Robert De Niro. Esto era uno de las pocas autobiografías de verdaderos gánsteres. Se cree, que el verdadero nombre del autor era Goldberg y que sus memorias, parcialmente real, parcialmente alterado subconscientemente y parcialmente ficcional, fue escrito cuándo Goldberg estaba encarcelado en la prisión de Sing-Sing.
Después de Los Capotes, Grey publicó dos libros más, Llámame Duke (1955) y Retrato de un Gangster (1958), también basado en su experiencia como gánster, pero estos tuvieron mucho menos éxito.
Una "Estrella de Palma Dorada", parte del Paseo de Primaveras de la Palma de Estrellas, estuvo dedicado a Grey en 1999.

## Biografía
El verdadero nombre Grey era Herschel Goldberg. nacido en Kiev, Rusia (ahora Ucrania) en 1901, hijo de Israel y Celia Goldberg, que emigraron a los Estados Unidos en 1905 y salieron de la escuela en séptimo grado. Él era el hermano de Hyman Goldberg, un columnista y crítico alimentario para el New York Post y autor de varios libros que incluyen "Nuestro Hombre en la Cocina", una recopilación de recetas para su columna " Prudence Penny".
En 1912 el padre de Goldberg se enfermó seriamente y tuvo que ser llevado al hospital para una operación. Durante su estancia en el hospital, Celia empezó a cocinar comidas para hombres en el barrio que ahorraban dinero para traer sus familias de América a Europa. Cuando Israel salió del hospital encuentro que Celia tuvo un negocio floreciente e Israel empezó un restaurante. Todos los niños, incluyendo Harry y Hyman, ayudaron.
En 1932, Grey se casó con Mildred Becker, un licenciado universitario y tuvo tres niños, Beverle, Harvey, y Simeón. Después de ser hospitalizado por un accidente a sus cincuenta, Harry decidió escribir sobre la vida en los años veinte y treinta y los sindicatos que controlaban los negocios en Nueva York. Para protegerse a sí mismo y a su familia, él cambió el nombre familiar a Grey.
Grey murió en octubre de 1980, poco antes de que se empezase a filmar Érase una vez en América.
En diciembre de 1999, el hijo de Harry Simeon patrocinó una estrella en el Palm Springs Walk of Stars Harry "Noodles" Grey. Los detalles biográficos están sujetados a esta estrella. Palm Springs Walk of Stars Dedication.

## Premios y distinciones
Premios Óscar
| Año  | Categoría                       | Película          | Resultado |
| ---- | ------------------------------- | ----------------- | --------- |
| 1948 | Mejor cortometraje - Dos rollos | Champagne for Two | Nominado  |
| 1949 | Mejor cortometraje - Dos rollos | Samba-Mania       | Nominado  |